# IndiGo Airlines
IndiGo Airlines – indyjska tania linia lotnicza z siedzibą w Gurgaon, Haryana. Głównym portem linii jest lotnisko IGI w Delhi.
Jest to największa linia lotnicza w Indiach pod względem przewożonych pasażerów i wielkości floty, z 57% udziałem w rynku krajowym w sierpniu 2021. Jest również największym tanim przewoźnikiem w Indiach oraz szóstym największy przewoźnik w Azji z ponad 64 mln przewiezionych pasażerów zgodnie ze sprawozdaniem finansowym z lat 2018-2019. W 2019 linia lotnicza obsługiwała 1500 lotów dziennie w 95 kierunkach, w tym 71 lotów krajowych i 24 międzynarodowych.
Agencja ratingowa Skytrax przyznała linii cztery gwiazdki.

## Flota
Według stanu na czerwiec 2025 flota IndiGo składała się z 413 samolotów, w tym 3 przeznaczonych do transportu cargo, o średnim wieku 4,6 lat:
| Samolot          | Samolot | Samolot   | Liczba miejsc | Liczba miejsc | Liczba miejsc | Liczba miejsc | Uwagi                                |
| Model            | Aktywne | Zamówione | B             | P             | E             | Łącznie       | Uwagi                                |
| ---------------- | ------- | --------- | ------------- | ------------- | ------------- | ------------- | ------------------------------------ |
| Airbus A320-200  | 27      | –         | –             | –             | 180           | 180           |                                      |
| Airbus A320neo   | 186     | 3         | –             | –             | 180           | 180           |                                      |
| Airbus A320neo   | 186     | 3         | –             | –             | 186           | 186           |                                      |
| Airbus A321-200  | 3       | –         |               |               |               |               | Konfiguracja cargo                   |
| Airbus A321neo   | 140     | 26        | 12            | –             | 208           | 220           |                                      |
| Airbus A321neo   | 140     | 26        | –             | –             | 222           | 222           |                                      |
| Airbus A321neo   | 140     | 26        | –             | –             | 232           | 232           |                                      |
| ATR 72           | 48      | –         | –             | –             | 78            | 78            |                                      |
| Boeing 737 MAX 8 | 6       | –         | 8             | –             | 168           | 176           |                                      |
| Boeing 777-300ER | 2       | –         | 7             | –             | 524           | 531           |                                      |
| Boeing 787-9     | 1       | –         | –             | 56            | 282           | 338           | W leasingu od Norse Atlantic Airways |
| Łącznie          | 413     | 29        |               |               |               |               |                                      |